# Diphyus ontariensis
Diphyus ontariensis là một loài tò vò trong họ Ichneumonidae.